# Jean-Yves Lechevallier
Jean-Yves Lechevallier, [/ʒɑ̃ iv ləʃəvæljeɪ/] född 1946 i Rouen, Normandie, är en fransk skulptör och målare, och pristagare av Flame of Europé, en konsttävling som anordnas av Robert Schuman organisationen förening för Europa, 1977, för att fira den 20:e årsdagen av Romfördraget. Han är känd för sina fontäner och andra verk i monumentalformat.

## Ungdomsår och utbildning
Jean Yves Lechevallier växte upp omgiven av ritningar, skisser och modeller, eftersom hans far var arkitekt.
Hans första kända skulptur var av en sten från en semesterresa i Les Baux-de-Provence.
År 1961, vid 15 års ålder, hölls hans första egna utställning och den presenterade hans handsnidade djurskulpturer (provensalsk sten) på Prigent Gallery i Rouen.
År 1966, vid 20 års, fick han sitt första uppdrag av en vän till familjen och stadsarkitekten Robert Louard,som var ansvarig för nybyggnation på en ö i Rouen.
Han tog examen vid Regional School of Fine Arts i Rouen och ENSAD, Higher School of Visual Arts och Design i Paris.
Hans första arbete var som en skalenlig modellskapare för arkitekten Badini.

## Konstnärligt verk
Jean Yves Lechevallier påverkas av skulptören och poeten Jean Arp, särskilt verken Natur i Skulptur och Skulptur i Naturen.
I fråga om material, sammansättning och stil är hans arbete ganska skiftande: han skapar låga reliefer, höga reliefer, väggmålningar, mosaiker, karyatider och monumentala stycken. Han föredrar material såsom: exotiska träslag, sten och marmor; metaller, såsom koppar, aluminium, brons eller rostfritt stål; polyester och betong, ibland förstärkt med fiber integration. Faktum är att hans egenartade motiverade en cementtillverkare att skapa en speciell blandning som kallas  cridofibre ,som idag är ett registrerat varumärke.
Efter andra världskriget, tack vare kulturfrämjande politik och subventionerad stöd för konst i Frankrike,beställdes Lechevalliers arbete av både kommunstyrelsen och den franska staten.
Dessa arbeten är en del av det arkitektoniska landskapet idag i många städer runt om i Frankrike; främst Normandie, Paris och Rivieran. De kan ses i offentliga trädgårdar, torg, skolor, brand- och polisstationer, högskolor, bostadsområden samt i en del skyddade naturområden som La Croix des Gardes skogspark, ovanför staden Cannes.
Lechevallier specialiserar sig på monumentala ”open air pieces”. Corinne Schuler säger i Sentiers de la Sculpture: (skulptur trail) 
”By forcing art into confined spaces, you lose so much in terms of its beauty". ”Genom att tvinga konsten i trånga utrymmen, förlorar du så mycket i termer av dess skönhet." 
Två specifika exempel på detta är Point d'orgue och Croix des Gardes: 
- Point d'orgue hänger på klipporna vid ingången till tunneln, på huvudvägen som leder till Monaco. Dess konvexa, polerade stålytor speglar skiftande färger i den naturligt ljusa miljö, från gryning till den ljusa bländning av High Noon, men speglar bilstrålkastare när solen börjar gå ner
- Croix des Gardes  är en stålkonstruktion på toppen av en kulle med utsikt över Medelhavet, och representerar den antika traditionen av horisontens dominerande höjdkonstruktioner.

Ytterligare en av Lechevalliers specialiteter är fontäner ,och hur vattnets rörelse och ljud kan få en skulptur att sjunga. Exempel på dessa: 
- Fountain Cristaux,[13]  i Paris, en hyllning till musikern Béla Bartók är en skulptural transkription av kompositörens forskning om tonal harmoni.
- Fountain Polypores i Paris, som presenteras i musikalen film av Alain Resnais, On connaît la Chanson (Same Old Song).[14]

## Skulpturer i urval
- Voile (segel), Isle Lacroix, Rouen, 1966
- Fountain Fleurs d'eau (Water Flowers) på stranden av floden Seine, Rouen, 1975
- Fountain Cristaux, Hyllning till Béla Bartók i kvadrat Béla Bartók, Paris, 1980
- Fountain Polypores [15] inspirerad av Polyporus champinjoner, Paris, 1983
- Fountain Conkretion, Théoule-sur-Mer,[16] 1987
- Humakos V,  Peymeinade, 1989
- La Croix des Gardes där gudstjänster hålls vid tillfällen,[17]  1990
- Aile Entravée (fjättrad Wing) [18] utformades under Gulfkriget, Trädgårdarna i Fine Arts Museum i Menton, [19] 1991
- Point d'orgue, Tunnel till Monaco, 1992
- Structuration F1 för Ferrari i Maranello Italien,[20] innehåller F1 organ som för Michael Schumacher, 2002
- Fountain Spirale, Saint-Tropez, [21]  2007
- Fountain Fungia, Draguignan, [22] 2007
- Red Love,[23][24] 2009

Fler existerande verk ägs av privata företag och samlare i Tyskland, Frankrike, Monaco, och USA.

## Galleri

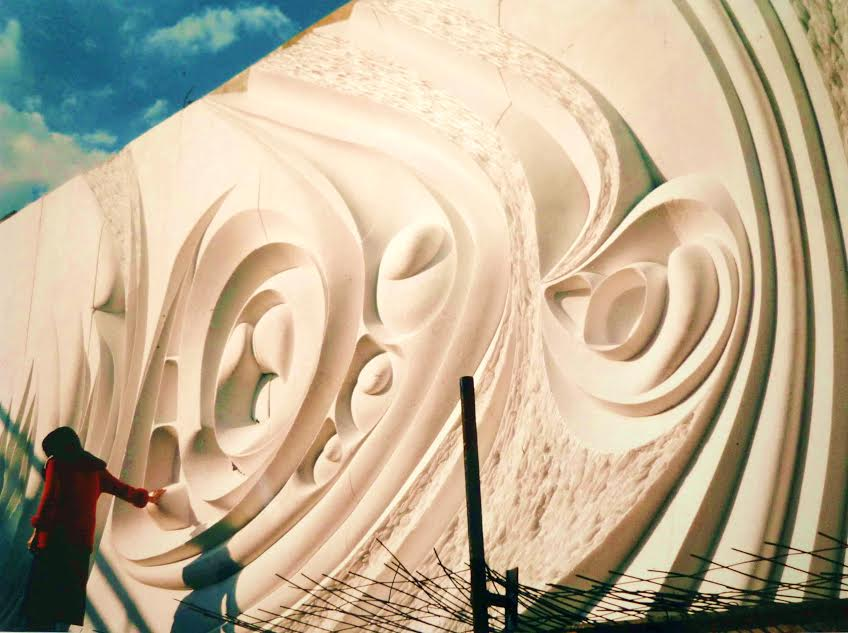
La lutte des élements, Le Chesnay
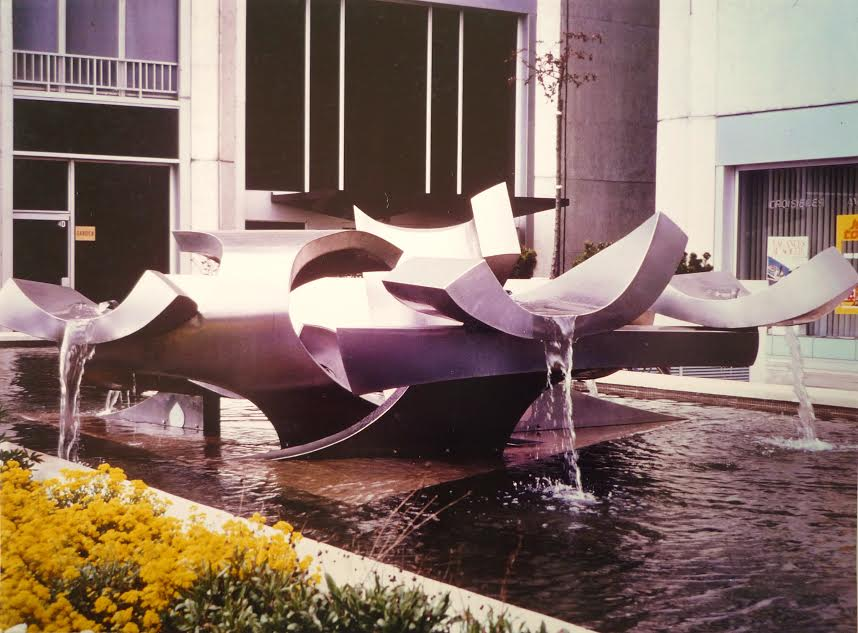
Fleurs d'eau, Rouen
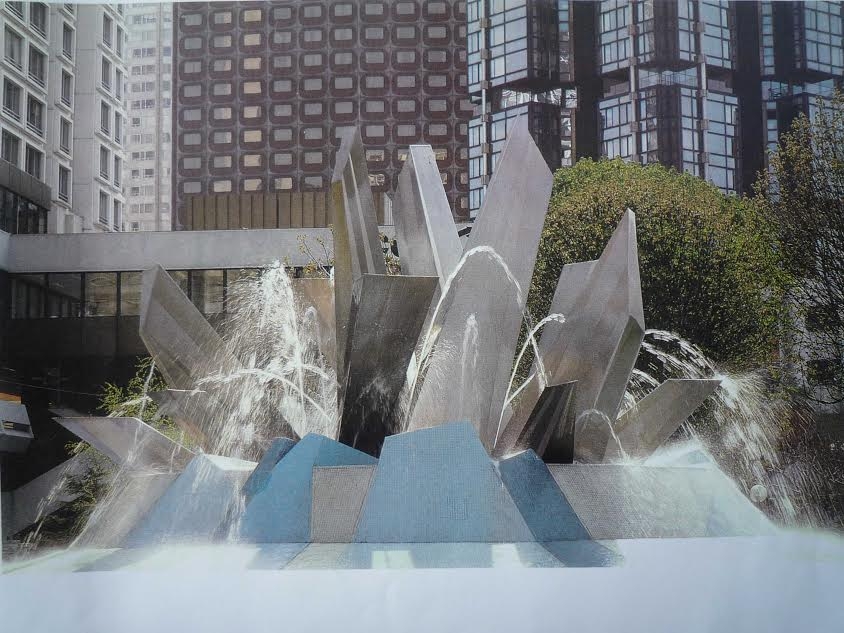
Cristaux, Paris
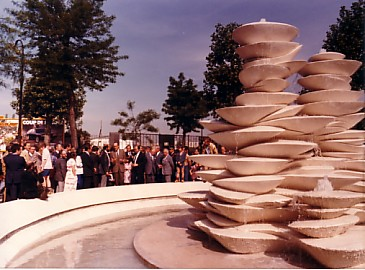
Polypores, Paris
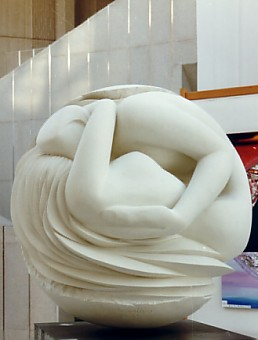
Humakos V, Peymeinade
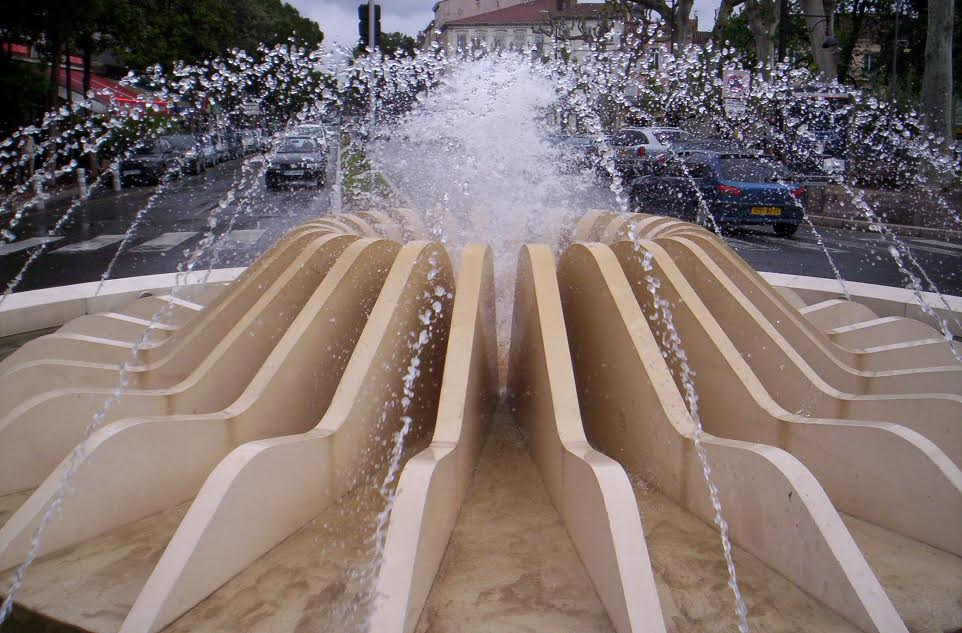
Fungia, Draguignan
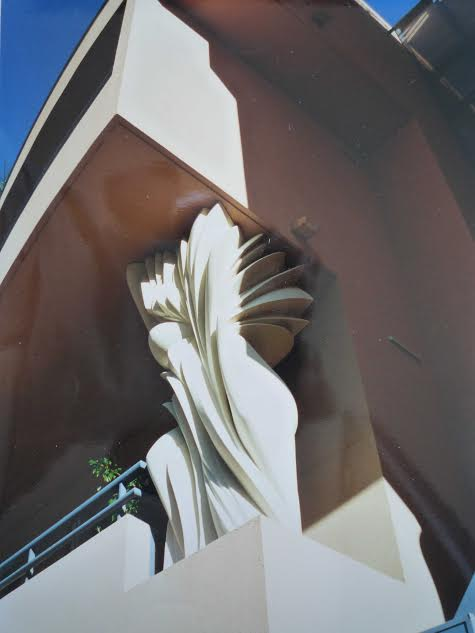
Caryatides, Théoule-sur-mer

## Större shower, konstmässor och priser
Ett urval: 
- Modern Art  Museet, Enzo Pagani Foundation,[26] Castellanza (Va) Italien, 1973
- Stadsmuseet Mougins,  (skulpturer, målningar och pasteller), 1993
- Chapelle Saint-Jean-Baptiste de Saint-Jeannet. (Quadrige Gallery), 1995
- Sentiers de la Sculpture, Polo club Saint Tropez, 2010
- Salon Réalités Nouvelles, [27] Paris, 1972
- Salon de Mai, Paris, 1999
- Laureate Flame Of Europe, Scy-Chazelles, 1977
- Toppris, Patrick Baudry Space camp, 1991
- Hedersutmärkelse Grasse, For Europe Show 1990
- Vald till Fujisankei Utsukushi-Ga-Hara av Hakone Open-Air Museum i Japan, (Humakos V), 1993 [28]
- Wikimedia Commons har media som rör Jean-Yves Lechevallier.